# Державне графічне зібрання (Мюнхен)
48°08′40″ пн. ш. 11°34′00″ сх. д. / 48.14444444° пн. ш. 11.56666667° сх. д.
Державне графічне зібрання (нім. Staatliche Graphische Sammlung) в Мюнхені вважаються однією з найбільших світових колекцій графіки і разом з гравюрними кабінетами Берліна і Дрездена відноситься до найбільших музейних установ такого роду в Німеччини. Його фонди включають понад 400 тис. аркушів різних періодів розвитку мистецтва малюнка і друкарської графіки, починаючи з XV ст. і до наших днів.

## Історія
Основу Зборів складають засновані в 1758 р. Гравюрний кабінет і Кабінет малюнків курфюрста Карла Теодора Пфальцького в маннгеймському палаці. З наближенням французької армії в 1794 році колекцію було вивезено до Мюнхена. Збори значно збільшилися в ході секуляризації 1803 р. Уперше колекція як Гравюрний кабінет була показана громадськості в приміщеннях Старої пінакотеки в 1839 році. У 1874 році кабінет отримав статус самостійного музею, а в 1905 році він був перейменований на «Королівське графічне зібрання». У 1917 році Збори переїхали у будинок Нової пінакотеки, де і зберігалося аж до 1944 року. Після того, як ця будівля була зруйнована, постраждала колекція графіки була тимчасово розміщена під новою назвою «Державне графічне зібрання» в Адміністративній будівлі НСДАП — мюнхенському Будинку інститутів культури, де і зберігається до теперішнього часу. Запланований на 2005 р. переїзд од нового будинку відкладений на невизначений час. У 2002 році в новій будівлі Пінакотеки сучасності Графічному зібранню були надані власні виставкові зали.

## Колекція
До Графічного зібрання входять 350 тисяч аркушів друкарської графіки і 45 тисяч малюнків, авторами яких є такі художники:
Брати Азам; Георг Базеліц; Макс Бекман; Йозеф Бойс; Сальвадор Далі; Отто Дікс; Альбрехт Дюрер; Макс Ернст; Ансельм Фейербах; Каспар Давид Фрідріх; Вінсент ван Гог; Ель Греко; Маттіас Грюневальд; Олаф Гульбранссон; Ігнас Гюнтер; Йорг Іммендорфф; Василь Кандинський; Пауль Клеє; Густав Клімт; Кете Кольвіц; Рой Ліхтенштейн; Макс Ліберман; Рене Магрітт; Едуард Мане; Андреа Мантенья; Франц Марк; Анрі Матісс; Мікеланджело Буонарроті; Едвард Мунк; Еміль Нольде; Альберт Елен; Клаес Ольденбург; Пабло Пікассо; Рембрандт; Пітер Пауль Рубенс; Карл Шпіцвег; Леонардо да Вінчі; Енді Уорхол.

## Відділи
Графічне зібрання розділено на п'ять основних відділів:
- Мистецтво XIX ст.
- Мистецтво XX ст.
- Мистецтво Німеччини
- Мистецтво Нідерландів
- Мистецтво Італії

## Виставки останніх років
Виставки Графічних зборів відбулися (якщо не вказано інше) в Пінакотеці сучасності.
2014
- Silvia Bächli — Brombeeren. Роботи на папері
- Дарування Hans Bellmer і Henri Michaux
- Per Kirkeby — Бронза, дерево
- Max Peiffer Watenphul — Альбоми замальовок. Презентація з приводу дарування
- Jacques Lipchitz — Малюнки 1910—1972. Дарування з Nachlass
- Terry Winters — Друковані праці 1999—2014

2015
- Philip Guston — Три погляди: Уся набивна графіка / Останні акрилові малюнки на папері / малюнки для поета
- До прощання від Dr. Michael Semff[de]
- Рудольф фон Альт. "… геніально, жваво, природно і істинна мюнхенська постійність
- 50-річчя PIN. Freunde der Pinakothek der Moderne[de] — Вибране із Зібрання графіки у Мюнхені

2016
- Карел Аппел — Малюнки на папері
- Johann Andreas Wolff[de] — Мистецтво графіки у Мюнхені, починаючи з 1700
- Gert & Uwe Tobias[de] — грізайль
- IM BLICK: Фігурна абетка Мейстерса Meisters E. S.[de]